# Das Wunder des Papu
Das Wunder des Papu ist eine französische Filmfarce von Jean-Pierre Mocky aus dem Jahr 1987.

## Handlung
Papu ist ein Tagedieb, arbeitet für seine Kirchengemeinde in Paris in einem Warenlager, wo gebrauchte Dinge angeboten werden, und besorgt zusätzliche Geldmittel durch Hütchenspielertricks. Als er am Eiffelturm Luftballons an Touristen verkauft, wird er von einem Auto angefahren. Von da an simuliert er eine beidseitige Beinlähmung, um das Geld der Versicherung kassieren zu können. Die Unfallverursacher ahnen, dass er gehen kann. Ein Anwalt belauscht Papu im Kreise seiner Gemeinde. Auf Vorschlag seiner Freundin Sabine plant er, sich dem Pilgerzug nach Lourdes anzuschließen und im heiligen Wasser auf ein Wunder zu hoffen. Kann er dann wieder laufen, muss er das Versicherungsgeld auch nicht zurückzahlen. Um diesen Trick zu verhindern, beauftragen die Unfallverursacher den stummen Versicherungsagenten Ronald Fox Terrier mit Nachforschungen. Er soll Papu während der Fahrt nach Lourdes als Betrüger entlarven.
Die Reise nach Lourdes treten Papu, Sabine und ihr Gemeindepriester, Abbé Humus, an. Sabine ist schon lange in den Abbé verliebt und hofft, dass er seine Andeutung eines Tages wahrmacht und heiraten wird. Der Abbé wiederum wird während der Fahrt von Taschendiebin Angelica in Verlegenheit gebracht, zu deren Vorzügen es gehört, unter dem Rock keine Unterwäsche zu tragen. Der Abbé seinerseits wird vom mitreisenden Monseigneur begehrt, der auf junge Männer steht. Im Kinowaggon, der die Reisenden mit Filmen auf Lourdes einstimmen soll, steht Papu auf einmal kurz auf. Angelica erkennt, dass er gar nicht gehbehindert ist. Sie verlangt von Papu einen Teil der zu erwartenden Versicherungssumme, um ihrerseits Stillschweigen zu bewahren. Ronald hat das Manöver nicht mitbekommen, wohl aber der Mitreisende Joulin, der im Auftrag der Stadt Lourdes unterwegs ist. Dort hat es seit zehn Jahren kein Wunder mehr gegeben. Papus „Heilung“ käme dem Tourismus Lourdes’ zugute, sodass Joulin mit Papu ebenfalls einen Handel abschließt: Zu seinem Wunder darf die Presse anwesend sein, während Joulin niemandem von Papus Schwindel erzählt.
In Lourdes angekommen, kommt es zu einigen Verwicklungen, weil Papu verkleidet mit Joulin davongeht, während zunächst der Monseigneur und später Ronald in Papus Rollstuhl fahren und sich der stumme Ronald am Ende von der Rollstuhlfahrergruppe Schwindel vorwerfen lassen muss. Am Ende begeben sich alle zur heiligen Grotte. Papu wird vorzeitig ins Wasser gefahren und spürt plötzlich seine Beine tatsächlich nicht mehr. Ronald wiederum kann plötzlich sprechen, wenn auch nur Englisch. Lourdes hat sein Wunder. Papu ist verzweifelt, auch wenn er nun die Versicherungssumme zu Recht erhalten wird. Ein Tourist wiederum, der an Ronalds Wunderheilung zweifelt, erleidet am Ende einen plötzlichen Herzinfarkt und stirbt.

## Produktion
Das Wunder des Papu wurde in Paris, Alfortville, Salies-de-Béarn und Lourdes gedreht, wobei die Hauptszenen in Lourdes samt Grotte im Studio nachgebaut wurden. Die Kostüme schuf Jeanine Gonzalez, die Filmbauten stammen von Étienne Méry, Patrice Renault und Jean-Claude Sévenet. Der Film kam am 18. Februar 1987 in die französischen Kinos, wo er von 824.303 Besuchern gesehen wurde, und lief kurz darauf unter dem Titel Das Wunder im Rahmen der Berlinale 1987. Ein Kinostart in Deutschland erfolgte nicht. Am 21. Juli 1995 war der Film unter dem Titel Das Wunder des Papu auf der ARD erstmals im deutschen Fernsehen zu sehen. Im Jahr 2005 erschien der Film in Frankreich auf DVD.

## Kritik
„Der derbe Witz der nachlässig inszenierten Farce ist dazu angetan, religiöse Gefühle zu verletzen“, schrieb der katholische film-dienst. Für Cinema war der Film eine „frivole Farce über das Geschäft mit Religion“. Die Redaktion merkte an: „Kein Wunder, dass Mocky die deftige Glaubenssatire nicht in Lourdes drehen durfte und die Grotte im Studio nachbauen ließ.“

## Auszeichnungen
Das Wunder des Papu lief 1987 auf der Berlinale im Wettbewerb um den Goldenen Bären. Im Jahr 1988 erhielt der Film zwei César-Nominierungen: Jeanne Moreau wurde in der Kategorie Beste Hauptdarstellerin nominiert und Sylvie Joly in der Kategorie Beste Nebendarstellerin.